# Hasta el fin del mundo (Marvel Comics)
"Hasta el fin del mundo" es una historia de cómic en The Amazing Spider-Man publicada por Marvel Comics en 2012. Los villanos de la historia son los Seis Siniestros. La historia está completamente contenida dentro de los volúmenes #682-687 de The Amazing Spider-Man.

## Premisa
La historia es parte de la celebración del 50 aniversario de la primera aparición de Spider-Man. "Hasta el fin del mundo" verá a Spider-Man luchando contra los Seis Siniestros, que son dirigidos por el Doctor Octopus. A pesar de que Spider-Man deja los Vengadores en Shattered Heroes, los miembros del equipo son personajes secundarios. La historia fue escrita por Dan Slott y trae historias que han estado funcionando desde que la edición #600 fue lanzada en julio de 2009 a buen puerto. Marvel lanzó varias imágenes preliminares para el evento, y ha escrito un artículo sobre por qué cada miembro actual de los Seis Siniestros es importante para este grupo.

## Resumen de la trama

### Antecedentes
El Doctor Octopus se entera de que sólo tiene unos pocos meses de vida debido a las lesiones que ha sufrido en las peleas con Spider-Man, el Capitán América, y otros. Durante la historia "El origen de las especies", el Doctor Octopus alista la ayuda de varios villanos para secuestrar al presunto hijo recién nacido de Norman Osborn y Amenaza porque cree que la combinación única de su sangre al ser expuesta a dos fórmulas Duende diferentes podría proporcionar una cura para él. Cuando se entera de que Harry Osborn es el padre se da cuenta de que no encontrará una cura en la sangre del niño. El Doctor Octopus captura a Tony Stark y lo obliga a tratar de encontrar una cura para él, amenazando con estallar una bomba. Tony comenta que la medicina no es su especialidad, y afirma que él debe tratar de pedirle ayuda al Doctor Extraño o a Míster Fantástico. El Doctor Octopus envía un ejército de Macro-Octobots a atacar Nueva York para mantener a Spider-Man y los Vengadores ocupados mientras sus Seis Siniestros (consistentes en el Camaleón, Electro, Mysterio, Rhino, el Hombre de Arena, y él mismo) se infiltra en una base militar, pero Spider-Man y los Vengadores son capaces de detenerlos. Los Seis Siniestros crean un problema cósmico en una isla del Caribe para mantener a Spider-Man y la Fundación Futura ocupados y lejos del Edificio Baxter para que los Seis Siniestros puedan colarse en el interior y robar uno de los inventos de Reed Richard. Los Seis Siniestros atacan un laboratorio en París para crear una abertura a la Academia de los Vengadores para robar un dispositivo que contiene poder autosuficiente que fue inventado por Henry Pym. Los Seis Siniestros después de luchar y derrotar a la Inteligencia para que los Seis Siniestros sean el único equipo de supervillanos que queden para conquistar el mundo. También robaron el Cañón Cero de Inteligencia (un arma poderosa que cambia el campo gravitatorio de la Tierra para enviar objetos específicos al espacio). El Doctor Octopus más tarde apareció en un nuevo traje robótico que ayudaría a mantenerlo con vida. El Doctor Octopus envió algunos Octobots a colarse a bordo del transbordador espacial de John Jameson cuando se lanzó para la Estación Espacial Apogee 1 del Laboratorio Horizon, y trató de hacer que se apoderen de la estación espacial al hacer que los Octobots controlen mentalmente al personal de la Estación Espacial del Apogee 1. Spider-Man, la Antorcha Humana, y John Jameson son capaces de detener los Octobots, pero la Estación Espacial Apogee 1 es destruida.

### Trama principal
Usando su propia versión del planeador y las bombas del Duende Verde, Spider-Man derrota a Equinox. Después de traer a un bombero al hospital por las heridas que sufrió durante el ataque de Equinox, Peter Parker recapitula todos los inventos que ha hecho para Laboratorios Horizon. Cuando Peter Parker llega a Laboratorios Horizon descubre que el Alcalde J. Jonah Jameson planea hacer todo lo posible para cerrar Laboratorios Horizon. En la base submarina de los Seis Siniestros, el Doctor Octopus le dice al resto de los Seis Siniestros su plan maestro que también implicaría que tendría incluso que luchar contra los Vengadores. El Doctor Octopus activa una antena gigante llamado la Octaédrica, que activa sus satélites llamados Lentes Octavianos, que están orbitando alrededor de la Tierra. Los Lentes Octavianos terminan acelerando el efecto invernadero y calienta la Tierra. Al piratear las pantallas de televisión de todo el mundo, el Doctor Octopus anuncia lo que está sucediendo y apaga los satélites al tiempo que revela que él también tiene la tecnología para combatir el calentamiento global. Dice que puede salvar al mundo por un precio, para que pueda ser conocido como el hombre que "les dio el mejor regalo de todos... un futuro." Después de hablar con Mary Jane Watson, Peter Parker se pone un nuevo traje de Spider-Man que había preparado con anticipación para el siguiente ataque de los Seis Siniestros y se encuentra con los Vengadores que están discutiendo lo que pasó y cómo combatir esta amenaza. Spider-Man afirma que el tiempo para reaccionar es ahora y grita "Vengadores, reuníos."
En un recuerdo, los Seis Siniestros roban objetos de todo el mundo que pueden avanzar sus planes. En el presente en la Colina Capitolina, una reunión internacional de las mentes más brillantes del mundo y los líderes mundiales se efectúa para discutir la supuesta oferta del Doctor Octopus para salvar al mundo. Los Vengadores entran rodón en la reunión mientras Spider-Man dice que no pueden negociar con un supervillano. Al Gore declara que el Doctor Octopus los salvará. Sin un argumento en contra, Spider-Man golpea a Al Gore y le revela a todo el mundo que Al Gore es en realidad el Camaleón disfrazado. Spider-Man afirma que su nuevo traje puede detectar qué persona es en realidad el Camaleón. Mientras tanto en Laboratorios Horizon, el alcalde J. Jonah Jameson da órdenes de cerrar los laboratorios, diciendo que no le importa el resto del mundo. De regreso a Roma, una transmisión del Doctor Octopus declara que ha activado las Lentes Octavianas que bloquean los rayos UV nocivos del sol con el fin de reforzar su oferta. Spider-Man es obligado a dejar ir al Camaleón por la reunión de líderes y pensadores del mundo, pero coloca en secreto un spider-trazador en el Camaleón para que él y los Vengadores puedan seguirlo. Ellos siguen al Camaleón a las costas del Mediterráneo, donde el resto de los Seis Siniestros están esperando al Camaleón. Aunque Thor es capaz de lanzar a Electro a la atmósfera superior, los Seis Siniestros someten con éxito a los Vengadores utilizando los objetos robados en el recuerdo. Spider-Man es derribado más tarde cuando trata de obtener el control de los tentáculos del Doctor Octopus con su casco. El Doctor Octopus luego dice que ha logrado otra meta, derrotar a Spider-Man.
Mientras el resto de los cinco miembros de los Seis Siniestros salen, Marta Plateada (quien ha estado observando la lucha bajo una capa) logra rescatar a la Viuda Negra y a Spider-Man para rastrear a los Seis Siniestros. Mientras el Doctor Octopus emite sus demandas por doscientas instalaciones para que se le entreguen a él para lanzar los misiles necesarios para que el proceso comience, así como dos mil millones de dólares para cada uno de los Seis Siniestros, Spider-Man le pide ayuda a Laboratorios Horizon. Rastreando una de las instalaciones en el desierto del Sahara, Spider-Man, Viuda Negra y Marta Plateada enfrentan al Hombre de Arena. Spider-Man logra identificar y aísla el único grano de arena que contiene la conciencia del Hombre de Arena. Cuando entran en la instalación se dan cuenta de que es un señuelo, ya que estaba produciendo cuerpos vacíos de satélites, y el Doctor Octopus contacta con la ONU de nuevo y les ordena usar todos sus recursos para matar al "terror global" Spider-Man.
En el transcurso de los próximos tres días, Spider-Man, Viuda Negra y Marta Plateada hacen ataques de golpear y correr en varias de las fábricas que estaban construyendo los satélites del Doctor Octopus. En Corea, se enfrentan contra Rhino, a quien Spider-Man derrota con telarañas electrificadas. Sin embargo, las fuerzas de S.H.I.E.L.D. llegan a la escena, no para llevarse a Rhino en custodia, sino para detener a Spider-Man y sus aliados. Con casi todos los gobiernos de la Tierra del lado del Doctor Octopus, que promete acabar con el calentamiento global, Spider-Man es ahora considerado el enemigo público número uno. De vuelta en la ciudad de Nueva York, el alcalde J. Jonah Jameson declara la ley marcial y hace que su Escuadrón Anti-Arañas patrulle las calles para evitar cualquier incidentes de saqueos como ocurrió durante el evento Spider-Island. Mary Jane Watson espera el regreso de Peter, segura de que va a ganar contra el Doctor Octopus, y planea una manera de mostrarles a todos qué tan heroico es realmente. Marta Plateada también comienza a mostrar signos de sentimientos románticos hacia Spider-Man. Después de interrogar al Hombre de Arena capturado para obtener información y recibir un mensaje sorprendente del Hombre de Titanio, Viuda Nera explica que el Hombre de Titanio se define a sí mismo como un patriota ruso en lugar de un villano estadounidense. Spider-Man se reúne con Union Jack, Sabra, Canguro II, y Big Hero 6 (que consisten en Go-Go Tomago, Hiro Takachiho, Fred, Honey Lemon, Wasabi-No Ginger y Ebon Samurai) para ayudar a detener la construcción de satélites de Octavius. A raíz de una iniciativa, el grupo de Spider-Man encuentra una fábrica abandonada cerca de la frontera entre Symkaria y Rumania. El Doctor Octopus aparece en el monitor, reclamando la victoria ya que el último de sus satélites ya había sido construido y lanzado. Spider-Man lo incita a probar que iba a salvar al mundo. Sin embargo, el Doctor Octopus admite que Spider-Man tenía razón todo el tiempo y, además, admite que él es una criatura odiosa y rencorosa. Él no quiere que lo "mediocre y mundano" viva mientras su genio muere y quiere que el mundo deba perecer con él, por lo que activa la función mortal de los satélites y comienza a quemar todo el lado diurno de la Tierra.
Mientras Spider-Man, la Viuda Negra y Marta Plateada están rastreando la ubicación del Doctor Octopus, los aliados de Spider-Man están invadiendo las otras instalaciones. En Japón, Big Hero 6 encuentra una de las instalaciones y descubre que está custodiada por Everwraith. A pesar de la dura batalla, Big Hero 6 termina victorioso. En otra instalación, Sabra se abre camino contra un ejército de Octobots hasta que recibir un disparo de Calavera. En Australia, Canguro II entra en una instalación y es emboscado por Dama Mortal. En otra instalación, el Hombre de Titanio entra en ella y termina peleando con Escorpión. El Hombre de Titanio fue derrotado por Escorpión a pesar de sus mejores esfuerzos.
Mientras Spider-Man y sus aliados salen de la fábrica, se encuentran con una escena de Symkaria siendo quemada por los satélites del Doctor Octopus. Mientras tratan de salvar a los ciudadanos de la devastación aparente, inicialmente son inconscientes de que es una treta a gran escala creada por Mysterio y el Camaleón con el fin de distraerlos desde lejos de la terminación real de los satélites. Mientras tanto, el Doctor Octopus le pide una vez más a la gente de la Tierra que lo ayuden a las personas que estaban tratando activamente de detener sus planes (aunque considera que la población en general no es nada más que ovejas descerebradas). Más tarde se entera de las acciones de Mysterio y Camaleón y le enfurece que el Camaleón está luchando contra Spider-Man en lo que el Doctor Octopus cree que debería ser su duelo final con el trepamuros. Él toma el control de la armadura de batalla que el Camaleón estaba usando y trata de destruir a Spider-Man, lo que permite que Spider-Man y los otros se den cuenta de que la destrucción de Symkaria es falsa. Después de derrotar la armadura de batalla, Spider-Man logra convencer a Mysterio para cambiar de bando con el argumento de que los 2 mil millones de dólares que recibió no tendrían valor alguno si el Doctor Octopus no cumple con su promesa de "salvar al mundo". El equipo es dirigido a un lugar en Guatemala en el que deben derrotar a los Vengadores controlados por Octobots. Durante las etapas iniciales de la batalla, Spider-Man se da cuenta de que todos los inventos que había creado en Laboratorios Horizon (que van desde su Crío Cubo, un diseño de casco, y un sistema de reducción de ruido) habían sido utilizados y corrompidos por el Doctor Octopus.
Aunque el Iron Man controlados por Octobots noquea a Ojo de Halcón y la Viuda Negra, el nuevo entrenamiento de kung-fu de Spider-Man le permite derrotar a Spider-Woman, mientras que Marta Plateada noquea al Capitán América, que estaba conteniendo lo suficiente para darle a sus ataques una oportunidad de pasar. Con Spider-Man habiendo inmovilizado a Thor al engañar a Octavius para que tome el control total de él (lo que significa por lo tanto que Thor ya no es digno de llevar su martillo), Mysterio libera a Iron Man y Hulk Rojo al usar un PEM para desactivar a los Octobots. Mientras Thor, Hulk y Iron Man vuelan para destruir los misiles ahora lanzados de Octavius, Mysterio le proporciona a Spider-Man y Marta Plateada una nave que pueda llevarlos a la fortaleza marina del Doctor Octopus, y luego escapa. Por desgracia, al llegar allí, se enfrentan a Rhino (que era plenamente consciente del plan de Octavius para destruir el mundo y en realidad le da la bienvenida, sintiendo que no tiene nada por lo que vivir después de la muerte de su esposa Oksana) que enclavija a Marta al suelo mientras el agua comienza a filtrarse en el pasillo. Marta Plateada le ordena a Spider-Man que la deje mientras Rhino jura mantenerlos a los dos allí hasta que se ahoguen, diciendo que esto le permitirá ganar mientras Spider-Man prometió que nadie iba a morir a su alrededor. Spider-Man encuentra al Doctor Octopus, que lo atrapa con sus ocho brazos. El Doctor Octopus revela que ha calculado que el 0,08% de la población de la Tierra va a sobrevivir, con los cincuenta mil recordándolo como el mayor asesino en masa de todos ellos. El Doctor Octopus afirma esto antes de arrastrase fuera del traje para activar los satélites ya que necesita sus cuatro brazos para sostener a Spider-Man y los otros cuatro son necesarios para una base. Al no haber podido convencer al Doctor Octopus de que el calor que genera freiría el cerebro de los supervivientes, Spider-Man rompe los brazos y destruye el equipo de su enemigo usando uno de los brazos antes de planear sacar al Doctor Octopus para darle atención médica. Aunque Spider-Man se queda llorando la muerte de Marta Plateada mientras él es rescatado por el personal de Laboratorios Horizon en su barco. Spider-Man le pide al personal de Laboratorios Horizon que construya una unidad de soporte vital para el Doctor Octopus.

### Consecuencias
Spider-Man pasa las próximas horas buscando el cuerpo de Marta Plateada, pero finalmente es aliviado por la Viuda Negra (con órdenes del Capitán América) que le dice a Spider-Man que ayude a escolta al Doctor Octopus a la Balsa. Puesto que él es el experto en manejar al Doctor Octopus, Spider-Man no recibe otra opción. Aunque el Capitán América intenta consolar al lanzarredes recordándole que Marta Plateada era una mercenaria entrenada y sabía los riesgos, Spider-Man en su lugar recuerda una aventura pasada con Marta Plateada y cómo llegó a conocerla mejor. Al final, se enfrenta al Doctor Octopus y le dice que ya se destruirán sus satélites, va a morir sin dejar ningún legado. Los Vengadores salen con una escena final de un Octobot flotando en la superficie del agua. La historia de Octopus se continuó en la historia de noviembre de 2012 "Última voluntad".

## Recepción
- The Amazing Spider-Man #682 rrecibió una calificación de 8.0 sobre 10 de IGN.[31]
- The Amazing Spider-Man #683 recibió una calificación de 6.5 sobre 10 de IGN.[32]
- The Amazing Spider-Man #684 recibió una calificación de 7.5 sobre 10 de IGN.[33]
- The Amazing Spider-Man #685 recibió una calificación de 6.5 sobre 10 de IGN.[34]
- The Amazing Spider-Man #686 recibió una calificación de 7.0 sobre 10 de IGN.[35]
- The Amazing Spider-Man #687 recibió una calificación de 5.0 sobre 10 de IGN.[36]
- El especial The Amazing Spider-Man: Ends of the Earth recibió una calificación de 6.0 sobre 10 de IGN.[37]
- Avenging Spider-Man #8 recibió una calificación de 5.5 sobre 10 de IGN.[38]